# Nurit Hirsh
Nurit Hirsh, née en 1942 à Tel Aviv, est une compositrice, auteure, productrice, chanteuse et arrangeuse israélienne.

## Biographie
En 1973, elle compose la chanson Ey Sham, interprétée par Ilanit lors du Concours Eurovision de la chanson 1973.
En 1978, Nurith Hirsh est à nouveau compositrice de la chanson israélienne au Concours Eurovision. Ce titre, A-Ba-Ni-Bi, est interprété par Izhar Cohen et le groupe Alphabeta, tandis qu'elle-même dirige l'orchestre d'accompagnement pendant leur prestation. La délégation israélienne remporte la compétition. 
Le 14 mars 2016, elle reçoit le Prix Israël 2016 dans la catégorie chanson israélienne et art populaire.